# フィリップ・ショッホ
フィリップ・ショッホ（Philipp Schoch , 1979年10月10日 - ）は、スイスのスノーボーダーである。一歳年上の兄のシモン・ショッホも同じスノーボーダー。
ショッホは、2002年ソルトレークシティオリンピックで初めて正式種目となったスノーボードのパラレル大回転に参加し、この種目第一号となる金メダルを獲得した。2006年トリノオリンピックではスイス代表として兄のシモン・ショッホと参加した。決勝の一本目で0,73秒の差をつけ、二本目ではわずかに追い上げられたものの逃げ切り、兄弟対決を制し金メダルを獲得した。
ショッホはこれにより、オリンピックのスノーボード競技において初めて2枚の金メダルを獲得した選手となった。